# Thalassarachna caecoides
Thalassarachna caecoides is een mijtensoort uit de familie van de Halacaridae. De wetenschappelijke naam van de soort is voor het eerst geldig gepubliceerd in 1978 door Bartsch.